# Xe législature du Parlement de Galice
La Xe législature du Parlement de Galice est un cycle parlementaire du Parlement de Galice, d'une durée de quatre ans, ouvert le 21 octobre 2016, à la suite des élections du 25 septembre 2016, et clos le 11 février 2020.

## Bureau
| Fonction                | Titulaire | Titulaire               | Parti | Circonscription |
| ----------------------- | --------- | ----------------------- | ----- | --------------- |
| Président               |           | Miguel Ángel Santalices | PPdeG | Ourense         |
| Premier vice-président  |           | Diego Calvo             | PPdeG | La Corogne      |
| Seconde vice-présidente |           | Eva Solla               | EM    | Pontevedra      |
| Secrétaire              |           | Raquel Arias            | PPdeG | Lugo            |
| Vice-secrétaire         |           | Concepción Burgo        | PSdeG | Lugo            |

## Groupes parlementaires
| Nom | Nom                        | Début | Fin | Porte-parole                                 |
| --- | -------------------------- | ----- | --- | -------------------------------------------- |
|     | Groupe populaire           | 41    | 41  | Pedro Puy                                    |
|     | Groupe En Marea            | 14    | 0   | Luis Villares                                |
|     | Groupe socialiste          | 14    | 14  | Xoaquín Fernández Leiceaga Gonzalo Caballero |
|     | Groupe commun de la gauche | 0     | 9   | José Manuel Lago                             |
|     | Groupe BNG                 | 6     | 6   | Ana Pontón                                   |
|     | Groupe mixte               | 0     | 5   | Luis Villares                                |

## Commissions parlementaires
| Commission                                                                                         | Président               | Parti | Parti | Circonscription |
| -------------------------------------------------------------------------------------------------- | ----------------------- | ----- | ----- | --------------- |
| Commissions permanentes législatives                                                               |                         |       |       |                 |
| Commission Institutionnelle, de l'Administration générale, de la Justice et de l'Intérieur         | Aurelio Núñez           | PPdeG |       | La Corogne      |
| Commission de l'Organisation territoriale, des Travaux publics, de l'Environnement et des Services | Jaime Castiñeira        | PPdeG |       | Lugo            |
| Commission de l'Économie, des Finances et du Budget                                                | Abel Losada             | PSdeG |       | Pontevedra      |
| Commission de l'Éducation et de la Culture                                                         | Antonio Mouriño         | PPdeG |       | Ourense         |
| Commission de la Santé, des Politiques sociales et de l'Emploi                                     | Marta Rodríguez-Vispo   | PPdeG |       | Ourense         |
| Commission de l'Industrie, de l'Énergie, du Commerce et du Tourisme                                | Cristina Romero         | PPdeG |       | Pontevedra      |
| Commission de l'Agriculture, de l'Alimentation, de l'Élevage et des Montagnes                      | Moisés Blanco           | PPdeG |       | Pontevedra      |
| Commission de la Pêche et de la Conchyliculture                                                    | Marta Rodríguez         | PPdeG |       | Pontevedra      |
| Commissions permanentes non-législatives                                                           |                         |       |       |                 |
| Commission du Statut des députés                                                                   | Pedro Puy               | PPdeG |       | La Corogne      |
| Commission des Pétitions                                                                           | Miguel Ángel Santalices | PPdeG |       | Pontevedra      |
| Commission du Règlement                                                                            | Miguel Ángel Santalices | PPdeG |       | Pontevedra      |
| Commission du Contrôle de la corporation CRTVG                                                     | Aurelio Núñez           | PPdeG |       | La Corogne      |
| Commission pour les Relations avec le Conseil des Comptes                                          | Daniel Varela           | PPdeG |       | Lugo            |
| Commissions non permanentes                                                                        |                         |       |       |                 |
| Commission d'Étude de la sécurité routière en Galice                                               | Paula Prado             | PPdeG |       | La Corogne      |
| Commission pour l'Égalité et les Droits des femmes                                                 | Cristina Romero         | PPdeG |       | Ourense         |
| Commission pour le Suivi des politiques liées au handicap                                          | Marta Rodríguez         | PPdeG |       | Pontevedra      |

## Gouvernement et opposition
| Candidat                     | Date                                        | Vote       |       |    |       |     | Résultat |
| Candidat                     | Date                                        | Vote       | PPdeG | EM | PSdeG | BNG | Résultat |
| Alberto Núñez Feijóo (PPdeG) | 10 novembre 2016 (majorité absolue requise) | Oui        | 41    |    |       |     | 41 / 75  |
| Alberto Núñez Feijóo (PPdeG) | 10 novembre 2016 (majorité absolue requise) | Non        |       | 14 | 14    | 6   | 34 / 75  |
| Alberto Núñez Feijóo (PPdeG) | 10 novembre 2016 (majorité absolue requise) | Abstention |       |    |       |     | 0 / 75   |

## Désignations

### Sénateurs
Lors de la session plénière du 12 juillet 2016, le Parlement de Galice a désigné trois sénateurs qui représentent la communauté autonome au Sénat espagnol. Les candidats populaires ont recueilli chacun 40 suffrages lors du premier tour de scrutin et le candidat socialiste 18 suffrages, suffisants pour être élu. Les sénateurs désignés renouvellent ainsi leur mandat à la chambre haute des Cortes Generales.
- Juan Manuel Jiménez Morán du PPdeG
- Modesto Pose Mesura du PSdeG-PSOE
- Fernando Carlos Rodríguez du PPdeG

Lors de la session plénière du 25 juin 2019, le Parlement de Galice a désigné trois sénateurs qui représentent la communauté autonome au Sénat. Les trois sénateurs ont recueilli 62 voix.
- Elena Muñoz Fonteriz du PPdeG.
- Jesús Vázquez Abad du PPdeG.
- José Manuel Sande García de En Marea.

Lors de la session plénière du 19 novembre 2019, le Parlement de Galice a désigné trois sénateurs.
- Elena Muñoz Fonteriz du PPdeG (51 voix).
- Jesús Vázquez Abad du PPdeG (51 voix).
- Xoaquín Fernández Leiceaga du PSdeG-PSOE (59 voix).